# Cumulus humilis

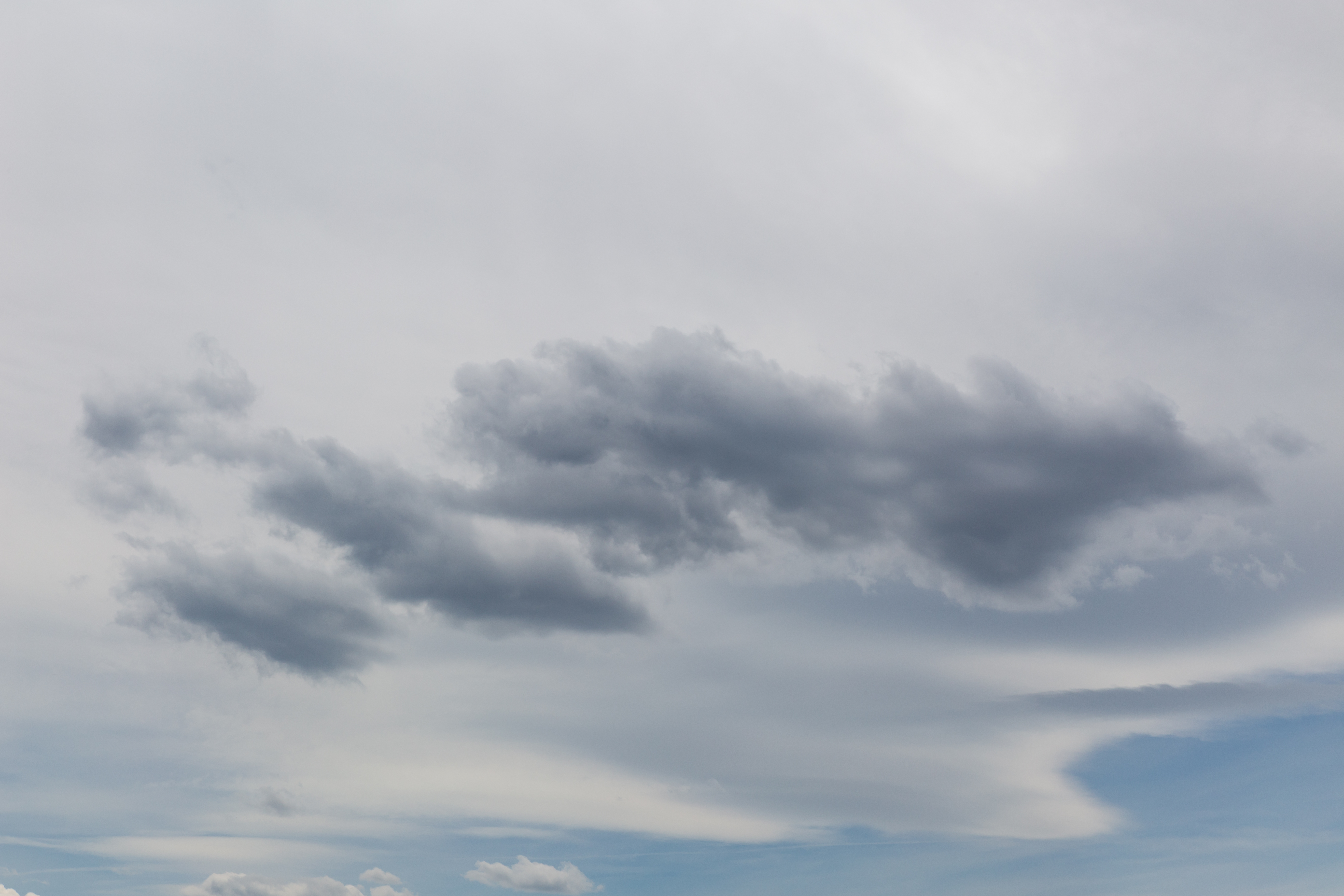
Cumulus humilis à Saint-Remèze, France.

Un cumulus humilis est un type de cumulus. Il est connu généralement sous le nom de « cumulus de beau temps »,.
Dans les pays chauds et au-dessus d'un terrain montagneux, ces nuages se produisent jusqu'à 6 000 mètres d'altitude, bien qu'ailleurs ils se forment typiquement à plus basse altitude. Ils sont formés par de l'air chaud s'élevant auparavant chauffé par la terre, et alternativement chauffé par le Soleil. Ils ont une épaisseur limitée (techniquement connus comme ne montrant aucun développement vertical significatif). Ceci indique que la température dans l'atmosphère au-dessus d'eux décroît très lentement voire pas du tout avec l'altitude (voir gradient thermique adiabatique). Des cumulus humilis peuvent être accompagnés d'autres types de nuages,  mais quand ils apparaissent dans un ciel clair ils sont généralement annonciateurs de beau temps pour les heures suivantes, même si parfois ces nuages s'étalent en stratocumulus, et couvrent une grande partie du ciel.

## Intérêt pour le vol à voile
Les cumulus humilis sont les nuages préférés des pilotes de planeur car ils servent de marqueurs pour les ascendances thermiques. En outre leur développement vertical est bloqué par une inversion de température en altitude et donc les risques d'orage sont alors très limités.

## Nuage vu d'avion
L'épaisseur du nuage varie de quelques dizaines de mètres à quelques centaines de mètres.
Au-dessous du nuage
Vus d'en dessous les cumulus humilis ont en général une base horizontale. La visibilité est généralement bonne sous le nuage. L'Atlas international des nuages affirme que la turbulence y est généralement modérée.
À l'intérieur du nuage
Les cumulus humilis sont constitués principalement de gouttelettes d'eau qui peut parfois être surfondue. La visibilité est très variable, le pilote a l'impression de voler dans un brouillard dense, mais est en général très médiocre. La turbulence y est parfois forte lorsque le nuage est encore alimenté par une ascendance sous-jacente.
Au-dessus du nuage
Vus d'au-dessus, les cumulus humilis semblent émerger d'une couche de brume. Lorsque les sommets sont rapprochés les uns des autres, ils peuvent ressembler à des alignements de stratocumulus. La turbulence y est généralement nulle.